# Deutsche Akademie für Städtebau und Landesplanung
Die Deutsche Akademie für Städtebau und Landesplanung (DASL) ist ein gemeinnütziger eingetragener Verein von Fachleuten, die besondere Leistungen im Städtebau und der Landesplanung erbracht haben.

## Mitgliedschaft
Die Zahl der Mitglieder ist satzungsgemäß auf 400 beschränkt. Auf diese Zahl werden die Mitglieder, die das 65. Lebensjahr überschritten haben, nicht angerechnet. Neue Mitglieder werden jeweils auf Vorschlag einer Landesgruppe vom Präsidium berufen. Zu Korrespondierenden Mitgliedern werden Fachleute aus dem Ausland berufen. Natürliche und juristische Personen, die das Wirken der Akademie zu unterstützen bereit sind, können Fördernde Mitglieder werden.
Zu den Mitgliedern zählen und zählten:
- Gerd Albers (Präsident von 1986 bis 1992)
- Harald Bodenschatz
- Kurt Brey
- Lucius Burckhardt
- Erich Dittrich
- Bruno Flierl
- Clemens Geißler
- Cornelius Gurlitt (1922 Gründungspräsident)
- Hartmut Häußermann
- Friedrich Halstenberg
- Rudolf Hillebrecht (Präsident von 1974 bis 1980)
- Werner Hoppe
- Regine Keller
- Christoph Mäckler
- Elisabeth Merk (Präsidentin seit 2015)
- Herbert Morgen
- Martin zur Nedden (Präsident 2013 bis 2015)
- Reinhold Niemeyer (Präsident 1934 bis 1945)
- Stephan Prager (ab 1949 erster Nachkriegspräsident)
- Roland Rainer
- Fritz Schumacher
- Klaus Selle
- Walter Siebel
- Thomas Sieverts
- Erika Spiegel (wurde 1970 erstes weibliches Mitglied der DASL)
- Hermann Josef Stübben
- Josef Umlauf
- Rudolf Wolters

## Geschichte
Städtebauliche Gestaltung begann gegen Ende des 19. Jahrhunderts im Zuge der Stadterweiterungen und der damit erstmals systematisch betriebenen Fluchtlinienplanung. 1911 fand in Berlin eine erste deutsche Ausstellung zum Städtebau statt, 1912 wurden Städtebauer aus aller Welt zu einer internationalen Ausstellung nach Düsseldorf eingeladen. 1921 lud Bruno Möhring Kollegen ein, eine Akademie für Städteplanung zu gründen, die am 28. Oktober 1922 als Freie Akademie des Städtebaus formell gegründet wurde. Erster Präsident wurde Cornelius Gurlitt, Möhring leitete den Arbeitsausschuss.
Kritisch reagierte darauf der Hauptgeschäftsführer des Bundes Deutscher Architekten, Eduard Jobst Siedler, weil er befürchtete, dass ein kleiner, einflussreicher Kreis die Entwicklung des Städtebaus nicht nur fördern, sondern auch übermäßig beeinflussen oder gar „die Propagierung neuer Gedanken verhindern könnte“. Die Akademie verpflichtete sich daraufhin dazu, keinen staatlichen Charakter oder politische Aktivitäten anzustreben, sondern zu „bearbeiten und erforschen, was für die Bewohner des Gesündeste, Schönste und Wirtschaftlichste ist“. Daraufhin trat Jobst Siedler 1923 selbst bei und blieb bis zu seinem Tod Mitglied.
Die Akademie wurde schon 1923 durch den preußischen Staat anerkannt und im Rahmen von Gesetzgebungsvorhaben um Stellungnahmen gebeten. In der Zeit des Nationalsozialismus lautete der Name ab 1934 „Deutsche Akademie für Städtebau, Reichs- und Landesplanung“, wobei Johannes Göderitz von 1936 bis 1945 als deren Geschäftsführer amtierte. Ernannter Präsident war seit 1934 Reinhold Niemeyer. 1946 erfolgte die heute noch gültige Benennung. Nach der deutschen Wiedervereinigung hat die DASL ihren Sitz wieder in Berlin.

## Aufbau
Organe der Akademie sind die Akademieversammlung und das Präsidium.
Die Akademie gliedert sich in acht Landesgruppen, in denen sich ein Großteil der Arbeit der Akademie vollzieht.
Die Akademie ist Trägerin von drei Instituten, die sich vornehmlich mit Aufgaben der allgemeinen städtebaulichen Forschung, der Raumplanung, der postgradualen Weiterbildung sowie der Laufbahnbefähigung im Öffentlichen Dienst befassen:
- Institut für Städtebau Berlin (ISB)
- Institut für Städtebau und Wohnungswesen München (ISW)
- Zentralinstitut für Raumplanung (ZIR), Münster

## Deutscher Städtebaupreis
Der Deutsche Städtebaupreis existiert seit 1980 und wird seit 2006 von der DASL ausgelobt. Er wird gefördert von der Wüstenrot Stiftung Ludwigsburg. Schirmherr ist der Präsident des Deutschen Städtetages.

## Cornelius-Gurlitt-Denkmünze
Die Akademie vergibt seit 1954 die Cornelius-Gurlitt-Denkmünze in Erinnerung an den Gründungspräsidenten der Freien Akademie für Städtebau Cornelius Gurlitt. Sie wird unregelmäßig für besondere Verdienste um den Städtebau verliehen und es darf laut Satzung nur zehn lebende Träger der Denkmünze geben. Erst wenn einer der Ausgezeichneten verstirbt, darf sie wieder vergeben werden.
Die von Ludwig Gies, Professor an den Kölner Werkschulen, entworfene Gedenkmünze trägt auf der Vorderseite das Porträt von Gurlitt mit seinen Lebensdaten (1850–1938), dazu als Umschrift seinen Namen. Rückseitig finden sich die Worte „Für hervorragende Verdienste um Städtebau und Landesplanung“.
Ausgezeichnete
- 1957: Johannes Göderitz †; Clemens Julius Mangner †; Reinhold Niemeyer †
- 1958: Gerhard Jobst †
- 1962: Walter Gropius †; Ernst May †; Konrad Rühl †
- 1965: Josef Walther Hollatz †
- 1969: Rudolf Hillebrecht †; Friedrich Tamms †
- 1972: Wilhelm Wortmann †; Elisabeth Pfeil †; Walther Schmidt †
- 1978: Gerd Albers †; Max Guther †
- 1979: Hans Förster †; Gerhard Isenberg †
- 1981: Erich Kühn †
- 1983: Oswald von Nell-Breuning †; Josef Umlauf †
- 1984: Aloys Machtemes †
- 1991: Fred Angerer †; Gerhard Rabeler †
- 1993: Hans Koch †; Reinhard Sander †
- 1995: Heinz Schmeißner †
- 1997: Erika Spiegel †
- 1998: Hanns Adrian †; Helmut Gebhard †; Irene Wiese-von Ofen
- 2001: Lothar Juckel †
- 2011: Christiane Thalgott
- 2012: Christian Farenholtz
- 2016: Michael Bräuer

## Ehrenmitgliedschaft
- 1947: Fritz Schumacher †
- 1955: Stephan Prager † (ab 1960 Ehrenpräsident)
- 1963: Johannes Göderitz †
- 1966: Ernst May †
- 1979: Rudolf Hillebrecht †
- 1979: Walther Schmidt †
- 1979: Wilhelm Wortmann †
- 1981: Josef Walther Hollatz †
- 1999: Gerd Albers †
- 2019: Christiane Thalgott, Irene Wiese-von Ofen